# Plectrohyla tecunumani
Espèce
Statut de conservation UICN

 CR B1ab(iii)+2ab(iii) : 
En danger critique
Plectrohyla tecunumani est une espèce d'amphibiens de la famille des Hylidae.

## Répartition
Cette espèce est endémique du Guatemala. Elle se rencontre entre 3 200 et 3 395 m d'altitude sur la sierra de los Cuchumatanes,.

## Étymologie
Cette espèce est nommée en l'honneur de Tecún Umán.

## Publication originale
- Duellman & Campbell, 1984 : Two New Species of Plectrohyla from Guatemala (Anura: Hylidae). Copeia, vol. 1984, no 2, p. 390-397.